# Índia Francesa
Índia Francesa é o nome geral das antigas possessões coloniais francesas no subcontinente indiano. O seu nome oficial era "Estabelecimentos Franceses da Índia" (em francês:  Établissements français de l'Inde). Estes territórios incluíam Pondicheri (1674), Karikal (1738) e Yanaon (1723) na Costa de Coromandel; Mahé (1721) na Costa do Malabar; e Chandernagore (atual Chandannagar, 1673) em Bengala. Adicionalmente havia alguns estabelecimentos (loges) localizados em Masulipatão, Calecute e Surrate, mas só são considerados remanescentes de feitorias francesas. Todos estes territórios constituíam enclaves no território da Índia Britânica, e distavam entre si algumas centenas de quilómetros. As únicas características comuns eram o acesso ao mar (exceto Chandernagore) e a exígua extensão territorial.
A área total era de 526 km², dos quais 293 km² pertenciam ao território de Pondicheri. Em 1901, a população total alcançava os 273 185 habitantes.

## História
A primeira expedição francesa à Índia terá com grande probabilidade ocorrido no reinado de Francisco I, quando dois barcos capitaneados por Paulmier de Gonneville partiram de Le Havre em direção ao Oriente, mas não se soube da sua sorte. Em 1604 tentou-se estabelecer uma companhia, iniciativa de Henrique IV, que lhe concedeu um monopólio de 15 anos para comerciar nas Índias, mas fracassou o projeto. A primeira tentativa com êxito foi em 1615, quando se enviaram dois barcos para a Índia, e de onde um pôde regressar a França.
Com a fundação da Companhia Francesa das Índias Orientais em 1642, sob o auspício do Cardeal Richelieu e reconstruída por Jean-Baptiste Colbert em 1664, conseguiu-se enviar uma expedição a Madagáscar. Em 1667, a companhia enviou outra expedição sob comando de François Caron (com a companhia de um persa chamado Marcara), que chegou à localidade indiana de Surrate em 1668 e estabeleceu a primeira feitoria francesa na Índia. Em 1669, Marcara fixou outra feitoria francesa em Masulipatão. Em 1672, Saint Thomas foi tomada pelos franceses mas estes foram depois expulsos pelos neerlandeses. A localidade de Chandernagore (atual Chandannagar) foi fundada em 1673, com a autorização do Nababo Asista Khan, o governador mogol de Bengala. Em 1674, os franceses adquiriram a zona de Valikondapuram ao sultão de Bijapur, e é nesta zona que fundam a cidade de Pondicheri.
Em 4 de fevereiro de 1673 um oficial francês, de apelido Bellanger, fixa-se em Pondicheri e dá início à etapa colonial francesa nesta cidade. Em 1674, o primeiro governador, François Martin, começou a construir Pondicheri, que originalmente era uma pequena vila de pescadores e uma localidade portuária. Dada a constante disputa dos franceses com os neerlandeses e britânicos, a cidade de Pondicheri foi tomada pelos neerlandeses em 1693, que a fortificaram. Foi só em 1699 que a França retomou a cidade, segundo o acordado no Tratado de Ryswick de 20 de setembro de 1697. Em 1720, os franceses também perderam o controlo das feitorias em Surrate, Masulipatão e Bantam, que passam para os britânicos.
Entre 1720 e 1741, a presença francesa na Índia era puramente comercial. Os franceses ocuparam a cidade de Yanam em 1723 (a 840 km a noroeste de Pondicheri, na Costa de Andra), a cidade de Mahé na Costa do Malabar em 1725, e Karaikal em 1739 (a 150 km a sul de Pondicheri). A partir de 1742, os franceses focam-se de um ponto de vista político e todas as feitorias francesas foram fortificadas para propósitos de defesa.
Com a chegada do século XVIII, a cidade de Pondicheri desenvolveu-se de maneira considerável. Os governadores Pierre Christoph Le Noir (1726-1735) e Pierre Benôit Dumas (1735-1741) conseguiram expandir a área de Pondicheri. Com a chegada do governador seguinte, Joseph François Dupleix, em 1741, surgiu a necessidade de erigir um império francês na Índia, mas os seus superiores não estavam interessados nesses planos. Nesse momento, as ambições francesas tinham conflitos com os interesses britânicos na Índia, e daí houve um período de escaramuças militares e conspirações políticas. Sob o comando do Marquês de Bussy-Castelnau, o exército de Dupleix controlou com êxito a área entre Haiderabade e o Cabo Comorim. Não obstante, com a chegada do britânico Robert Clive à Índia, frustraram-se os planos de Dupleix de controlar a Índia. Após o fracasso desta iniciativa o governador regressou a França.

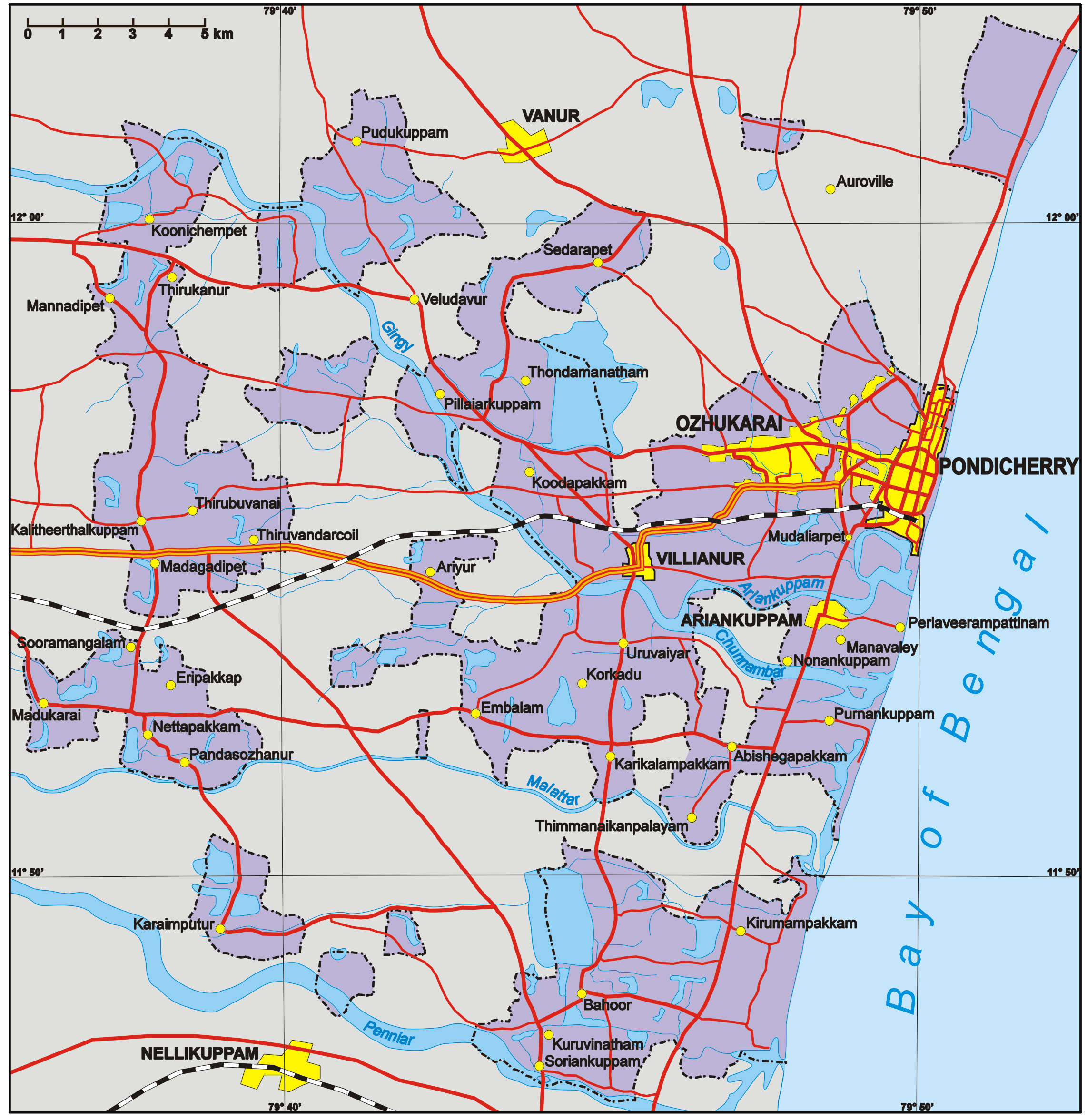
Um exemplo de extrema fragmentação territorial: o território de Pondicheri.

Apesar de tanto os britânicos como os franceses acordarem não interferir na política local, continuaram as conspirações. A França tentou recuperar os territórios perdidos, e expulsar os britânicos da Índia; logrou tomar o distrito de Cuddalore, mas pouco depois sofreu uma série de derrotas que trouxeram como consequência a perda da região de Haiderabade, a batalha de Wandiwash, e o sítio de Pondicheri em 1760. Em 1761 Pondicheri foi destruída na totalidade e esteve em ruínas durante quatro anos; a França perderia o seu último território na Índia.
Não foi senão em 1765 que a cidade foi devolvida à soberania francesa, depois de um tratado de paz com o Reino Unido. O governador Jean Law de Lauriston reconstruiu a cidade a partir das ruínas e em cinco meses, foram construídas 200 casas europeias e 2000 casas tâmeis. Nos cinquenta anos seguintes, Pondicheri mudaria continuamente de soberania entre os franceses e os britânicos, por causa das constantes guerras e tratados de paz que faziam entre si.
Com o fim das Guerras Napoleónicas em 1816, os cinco povoados de Pondicheri, Chandernagore, Karaikal, Mahé e Yanam e os povoados de Masulipatão, Calecute e Surrate seriam devolvidos a França. Nesse momento, Pondicheri tinha perdido grande parte da sua antiga glória, e Chandernagore foi eclipsada como centro comercial pela proximidade do estabelecimento inglês de Calcutá (Kolkata). A partir deste momento a Índia Francesa não teria alterações significativas no seu território pelos 138 anos seguintes.
Em 25 de Janeiro de 1871, mediante um decreto, a Índia Francesa veria um conselho geral eletivo (Conseil général) e conselhos locais eletivos (Conseil local). O governador residia em Pondicheri, e era assistido por um conselho. Existiam dois tribunais de primeira instância (Tribunal d'instance) em Pondicheri e Karaikal, um tribunal de recurso (Cour d'appel) em Pondicheri e cinco Magistrados de Paz (Justices de paix). A agricultura na região consistia na produção de arroz, tabaco, beterraba e vegetais.
Com a independência da antiga Índia Britânica em agosto de 1947, começaram as reclamações de anexação da Índia Francesa ao novo país. Os estabelecimentos franceses de Masulipatão, Calicute e Surrata foram cedidos à Índia em outubro de 1947. Um acordo entre França e Índia em 1948 permitiu a realização de um referendo nas possessões francesas na Índia para determinar o seu futuro. O governo de Chandernagore foi cedido à Índia em 2 de maio de 1950 e uniu-se ao estado de Bengala Ocidental em 2 de outubro de 1955. Em 1 de novembro de 1954, os quatro enclaves de Pondicheri, Yanam, Mahé e Karikal foram transferidos de facto para a União da Índia e converteram-se no território da União de Pondicheri. A união de jure da Índia Francesa com a Índia ocorreria apenas em 1963, quando o Parlamento da França ratificou o tratado com a Índia.